# Vlado Paradžik
Vlado Paradžik (ur. 21 lutego 1967 w Vogošća) – bośniacki judoka.
Brał udział w igrzyskach olimpijskich w 1992 (Barcelona). Wystartował w wadze ekstralekkiej, czyli do 60 kg (zawody rozegrano 2 sierpnia). W pierwszej rundzie miał wolny los, przez co awansował bez walki do drugiej rundy. W niej jednak przegrał z Austriakiem Manfredem Hiptmairem (porażka przez ippon). Zajął 23. miejsce ex aequo z kilkoma zawodnikami. Był on jedynym bośniackim judoką, który wystąpił na igrzyskach w Barcelonie; został też zarazem pierwszym judoką z tego kraju biorącym udział w igrzyskach olimpijskich. 
Vlado Paradžik był też kilkukrotnym medalistą w różnych kategoriach wiekowych podczas mistrzostw Jugosławii. W 1982 roku zdobył brązowy medal w kategorii do 53 kilogramów (kadeci), z kolei w 1987 roku wywalczył srebro w kategorii do 60 kilogramów (juniorzy). W tej samej kategorii w 1989 roku, został brązowym medalistą seniorskich mistrzostw Jugosławii.